# Суд

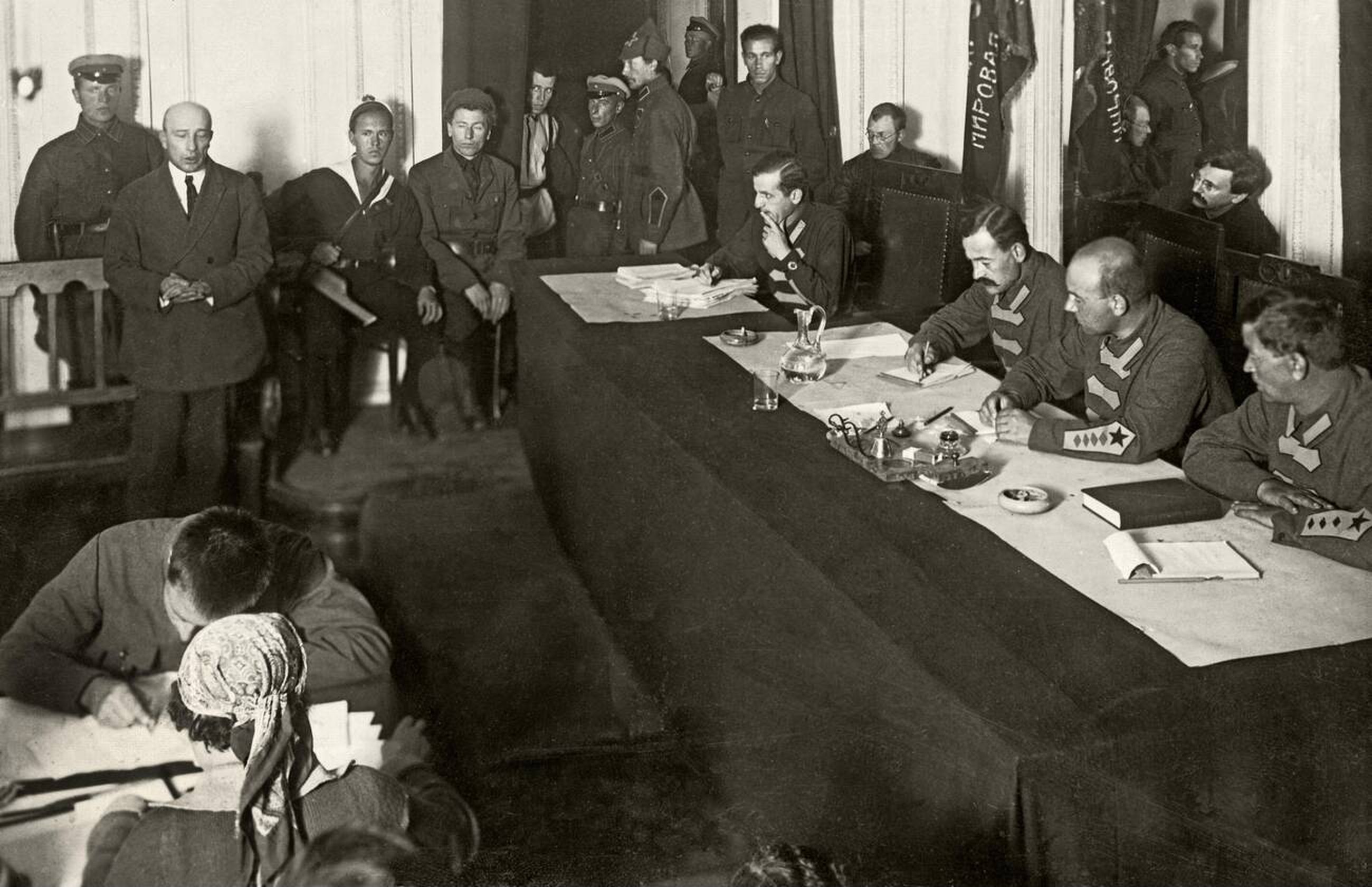
Радянський суд. 1926 рік

Суд — орган, що здійснює правосуддя у формі розгляду і вирішення цивільних, кримінальних, господарських, адміністративних та інших категорій справ у встановленому законом конкретної держави процесуальному порядку.
Судочи́нство — встановлений законом або звичаєм порядок і форма вчинення судових дій у межах завдань судів у здійсненні правосуддя. Цей порядок, як правило, регулює порядок розгляду справ у суді, порядок знаходження істини по справі, розрахунок судових витрат та інших можливих сплат тощо.
Іншими словами, судочинство — це виключна, професійна діяльність судів по відправленню правосуддя.

## Класифікація
Від загальних (цивільних, кримінальних, мирових) відрізняють спеціалізовані суди, що розглядають особливі категорії справ: військові, арбітражні (торгові, господарські, комерційні), митні, податкові, адміністративні, ювенальної юстиції тощо.
Особливий різновид судів — конституційні суди, головною функцією яких є конституційний контроль. У деяких країнах конституційний суд вважається особливим органом контролю і не входить в судову систему. У деяких країнах (США) функції конституційного суду виконує Верховний суд.
У деяких країнах існують також релігійні суди (суд шаріату) і суди звичаєвого права.
У тоталітарних державах існували спеціальні суди для розправ над політичними супротивниками режиму (наприклад, Спеціальна судова присутність Верховного суду СРСР).
- Асесорський суд
- Верховний суд
- Королівський суд
- Надвірний суд

## Суд права і суд фактів
Суд права має справу з правовими актами (перевіряє їх конституційність, надає їх тлумачення, з'ясовує межі дії цих актів тощо). Класичним судом права є конституційний суд, а в деяких країнах судом права є відповідний верховний суд. Останній може мати і дуалістичну природу (суду права і фактів).
Суд фактів займається встановленням конкретних відносин сторін, подій, обставин, і застосуванням до них конкретних норм права.

## Не є судами
Надзвичайні суди, щиро кажучи, не є судами у вищезгаданому сенсі, створюються у разі екстраординарних ситуацій — війни, революції, державного перевороту, надзвичайного стану тощо. Діяльність надзвичайних судів носить каральний характер і не регламентована процесуальним правом, справи розглядаються в закритих засіданнях, рішення не підлягають оскарженню. Створення надзвичайних судів прямо заборонене більшістю сучасних конституцій.
Третейські суди, що мають певною мірою схожі функції і назву, по суті є арбітражем.